# Varvara (Azerbaigian)
Varvara è un comune dell'Azerbaigian situato nel distretto di Yevlax.